# Sam English

Duntocher Hibs, Yoker Athletic
Samuel „Sam“ English (* 18. August 1908 in Crivolea, County Antrim; † 12. April 1967 in West Dunbartonshire) war ein nordirischer Fußballspieler, der in seiner Karriere für die Glasgow Rangers, für den FC Liverpool, für Queen of the South und für Hartlepool United spielte.

## Leben und Karriere
Geboren wurde er in Crivolea, einem Dorf in Aghadowey, County Antrim, Nordirland.
1924 zog seine Familie nach Schottland in die Stadt Clydebank. Dort arbeitete er einige Zeit für die Schiffswerft John Brown & Company.
Während der 1930er-Jahre spielte er bei den Yorker Athletic Juniors und bei den Glasgow Rangers. Bei den Rangers ist er Rekordhalter für die meisten Tore in einer Saison (44 Tore in der Saison 1931/32).
Seine Karriere wurde aber von einem grausamen Ereignis überschattet. Im Derby zwischen Celtic Glasgow und den Glasgow Rangers sprang der 22-jährige Torhüter der Celtics, John Thomson, nach dem Ball und stieß mit dem Kopf gegen das Knie von English. Die Kopfverletzungen waren so schwer, dass Thomson einige Stunden später im Krankenhaus den Verletzungen erlag.
Wegen des überwältigenden Drucks der schottischen Fans wechselte er nach England zum FC Liverpool, von dort zu Queen of the South und später dann zu Hartlepools United.
English gewann 1932 zwei komplette Länderspiele für Irland. Er debütierte am 17. September 1932 in einem Heimspiel im Windsor Park in Belfast und verlor mit 0:4 gegen Schottland. English gewann sein zweites und letztes Länderspiel am 7. Dezember 1932 bei einer 1:4-Auswärtsniederlage gegen Wales, wobei English das Tor für Irland erzielte.
Nachdem er immer häufiger gefährlichen Spielsituationen ausgesetzt war und den tödlichen Unfall Thomsons nie richtig verarbeitet hatte, gab er den Profifußball  im Mai 1938 mit nur 28 Jahren auf.
Nach seinem Rücktritt vom Spielersport arbeitete English als Trainer für Duntocher Hibs und Yoker Athletic, bevor er eine Anstellung in einer Werft fand.
Im Alter von 58 Jahren starb English in einem Krankenhaus in West Dunbartonshire. Eine Krankenschwester sagte, er habe ausgesehen „wie ein alter Mann“. Unklar ist, ob dies an dem Unfall lag oder an der neurologischen Muskelerkrankung, an der er schließlich starb.

## Ehrungen
Als Anerkennung für seine erfolgreichen Torerfolge während seiner beiden Spielzeiten bei den Rangers wurde English 2009 in die „Hall of Fame“ des Vereins aufgenommen.
Mitglieder seiner Familie und Rangers-Fans beauftragten außerdem die Silberschmiedin Cara Murphy mit der Herstellung einer silbernen Gedenkschale 44 silberne Bälle, wobei jeder Ball die 44 Tore repräsentiert, die der Engländer in seiner rekordverdächtigen ersten Saison bei Ibrox erzielte. Der Sam English Bowl wurde dann den Rangers überreicht und wird nun jährlich an den besten Torschützen des Vereins in einer Saison verliehen. Der erste Gewinner des Bowls war Kris Boyd im Mai 2009.